# Csanggu
A csanggu (hangul: 장구, RR: janggu) vagy csanggo (hangul: 장고, handzsa: 杖鼓, RR: janggo) homokóra alakú koreai dob, a legelterjedtebb dobfajta a koreai népzenében (phungmul (pungmul), phanszori (pansori)) és udvari zenében.

## Története
Kései Kogurjo (Goguryeo)-kori sírokban talált falfestmények az első fennmaradt emlékek a csanggu (janggu) létezéséről Koreában. A Silla-korból is maradtak fenn ábrázolások. Valószínűleg külföldről került az udvari zenébe, hogy pontosan mikor, azt nem tudni, más elméletek szerint az is elképzelhető, hogy mégis koreai eredetű hangszer. Első írásos említésére a Korjosza (Goryeosa) című műben került sor 1451-ben. Az 1493-ban született Akhak kvebom (Akhak gwebeom) leírást is közöl a hangszerről. A leírások és rajzok alapján feltételezhető, hogy a csanggu (janggu) korábban kisebb méretű hangszer volt.

## Jellemzői

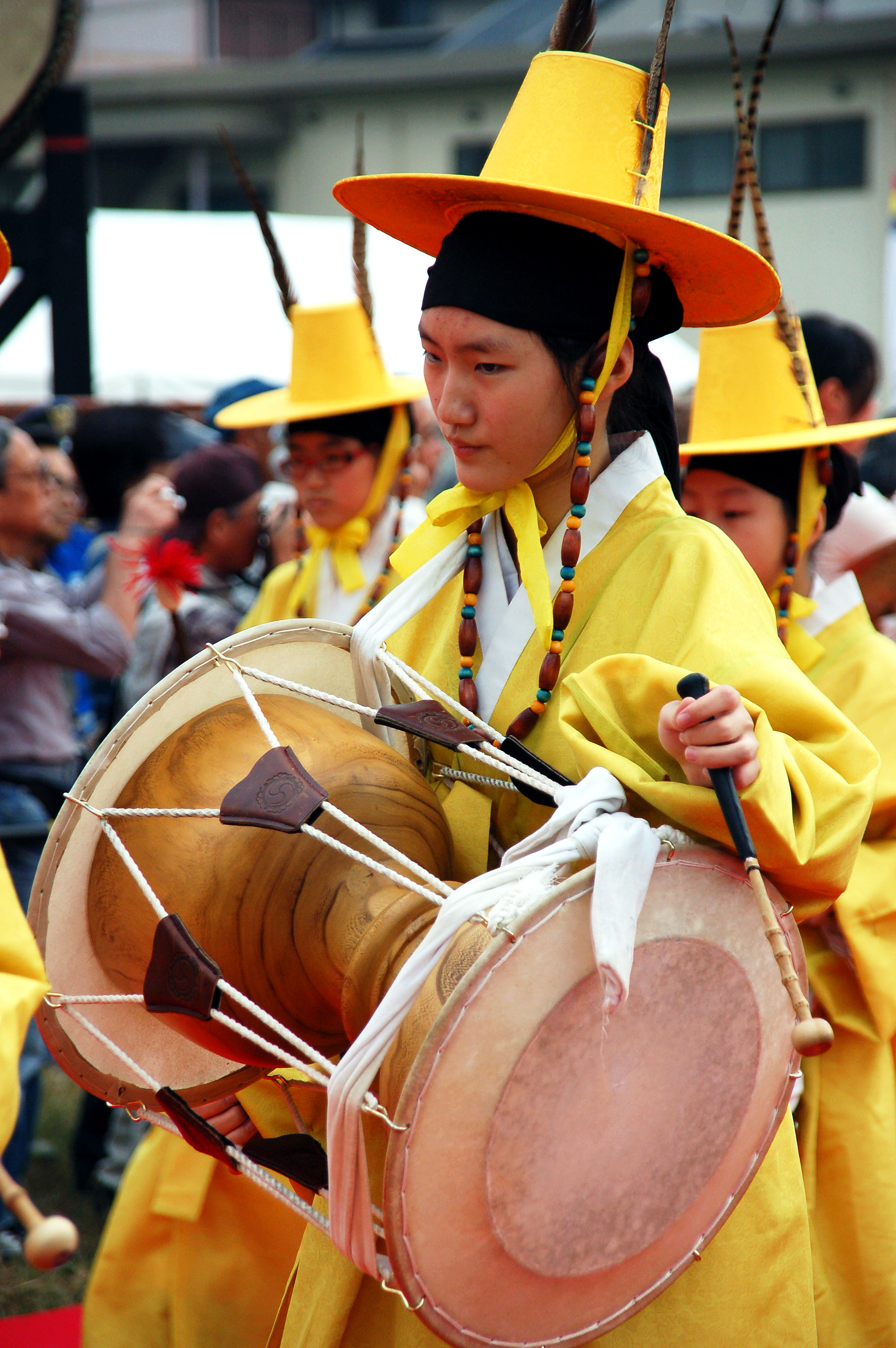
(dobos)

A dob homokóra-szerű teste leginkább fából készül, de létezik kerámiából, égetett agyagból és tökfélékből készített változata is. Ritkán ugyan, de műanyagból vagy fémből is készülhet. A dob mindkét oldalán membrán feszül. A két oldal eltérő nagyságú, a nagyobb, mélyebb hangú felét nehezebb, gömbölyű fejű verővel, a másikat vékonyabb pálcával ütik meg. Rendszerint az előbbi a bal, az utóbbi a jobb kézben van. A gömbölyű fejű verőt használhatják mindkét ütőfelületen is. A verők bambuszból készülnek.
A hangszertest hossza 52-60 centiméter, az átmérő 27-30 centiméter. Ha fából készül, anyaga nyárfa, fűz, dió vagy császárfa. Formáját esztergálással, egy vagy több darabból alakítják ki. A csanggu (janggu) hangszertestét gyakran festik vagy lakkozzák, vörös vagy vörösesbarna színűre, ritkábban motívumokat is festenek rá, például sárkányt. A dob vázára régen lóbőrt vagy szarvasbőrt feszítettek, ma elterjedtebb a marhabőr, kutyabőr és báránybőr. A feszesség a két korong között kifeszített zsinórokkal szabályozható.

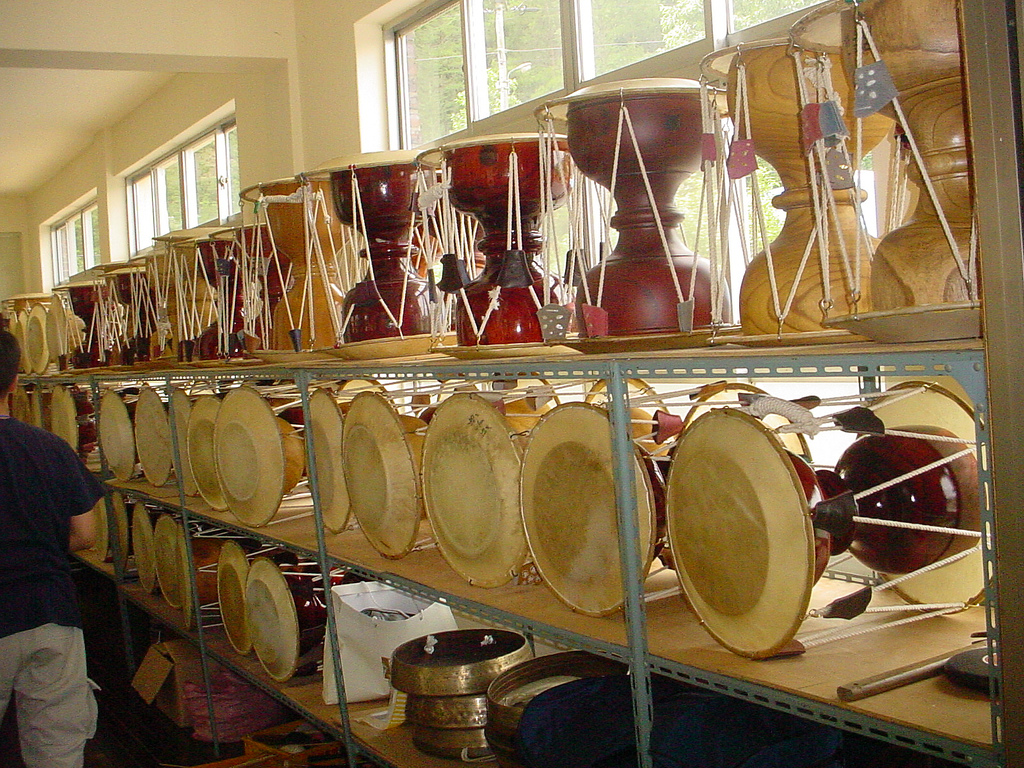
Több polcnyi csanggu (janggu)
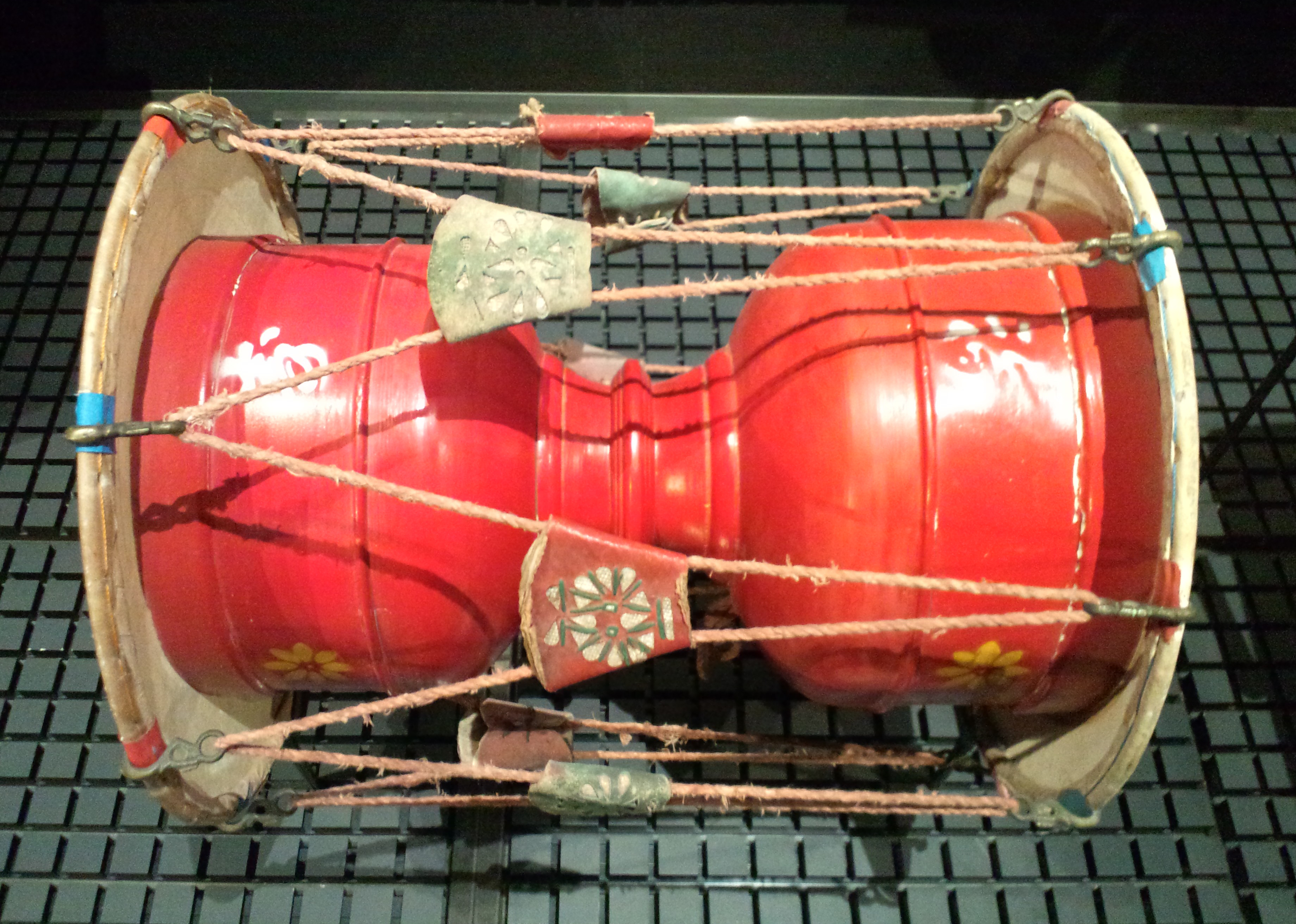
csanggu (janggu) közelről